# Grant Golden (cestista)
Grant Golden (Richmond, 15 gennaio 1998) è un cestista statunitense.

## Carriera
Dopo aver trascorso la carriera universitaria con i Richmond Spiders, nel 2022 viene firmato dai Denver Nuggets; dopo essere stato tagliato, viene inserito nel roster dei Grand Rapids Gold, franchigia di NBA G League affiliata ai Nuggets.
Il 1º agosto 2023 firma con la Vanoli Cremona.

## Statistiche

### College
| Anno      | Squadra          | PG  | PT  | MP   | TC%  | 3P%  | TL%  | RP  | AP  | PRP | SP  | PP   |
| --------- | ---------------- | --- | --- | ---- | ---- | ---- | ---- | --- | --- | --- | --- | ---- |
| 2016-2017 | Richmond Spiders | 9   | 0   | 7,6  | 35,0 | 20,0 | 33,3 | 2,0 | 0,9 | 0,0 | 0,2 | 2,0  |
| 2017-2018 | Richmond Spiders | 32  | 32  | 30,7 | 49,8 | 27,5 | 62,5 | 6,7 | 2,2 | 0,6 | 1,2 | 15,6 |
| 2018-2019 | Richmond Spiders | 33  | 33  | 31,4 | 50,3 | 29,6 | 65,7 | 7,1 | 3,5 | 0,5 | 1,1 | 17,2 |
| 2019-2020 | Richmond Spiders | 29  | 29  | 26,0 | 52,4 | 26,3 | 71,3 | 6,9 | 3,4 | 0,6 | 0,8 | 13,4 |
| 2020-2021 | Richmond Spiders | 21  | 21  | 27,3 | 56,2 | 50,0 | 66,7 | 6,0 | 3,5 | 0,6 | 0,5 | 12,7 |
| 2021-2022 | Richmond Spiders | 37  | 37  | 27,6 | 50,6 | 28,0 | 70,6 | 6,0 | 2,9 | 0,4 | 0,5 | 13,7 |
| Carriera  | Carriera         | 161 | 152 | 27,5 | 51,1 | 29,5 | 66,5 | 6,3 | 3,0 | 0,5 | 0,8 | 14,0 |

### G League
| Anno      | Squadra        | PG | PT | MP   | TC%  | 3P%  | TL%  | RP  | AP  | PRP | SP  | PP   |
| --------- | -------------- | -- | -- | ---- | ---- | ---- | ---- | --- | --- | --- | --- | ---- |
| 2022-2023 | G. Rapids Gold | 50 | 44 | 31,4 | 54,3 | 18,2 | 69,4 | 9,4 | 4,9 | 0,5 | 0,4 | 14,6 |
| Carriera  | Carriera       | 50 | 44 | 31,4 | 54,3 | 18,2 | 69,4 | 9,4 | 4,9 | 0,5 | 0,4 | 14,6 |